# 建中 (唐)

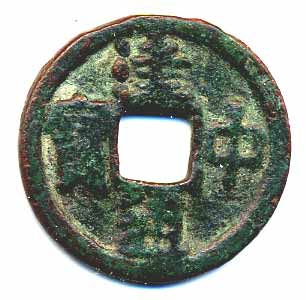
建中通寶

建中（けんちゅう）は、中国・唐代徳宗の治世で使用された元号。780年 - 783年。

## 西暦・干支との対照表
| 建中 | 元年  | 2年   | 3年   | 4年   |
| 西暦 | 780年 | 781年 | 782年 | 783年 |
| 干支 | 庚申  | 辛酉  | 壬戌  | 癸亥  |